# Initiative populaire « Oui à la suppression des redevances radio et télévision »
L'initiative populaire « Oui à la suppression des redevances radio et télévision », sous-titrée « Suppression des redevances Billag » et généralement connue sous le nom de « No Billag », est une initiative populaire fédérale suisse visant la suppression de la redevance audiovisuelle.

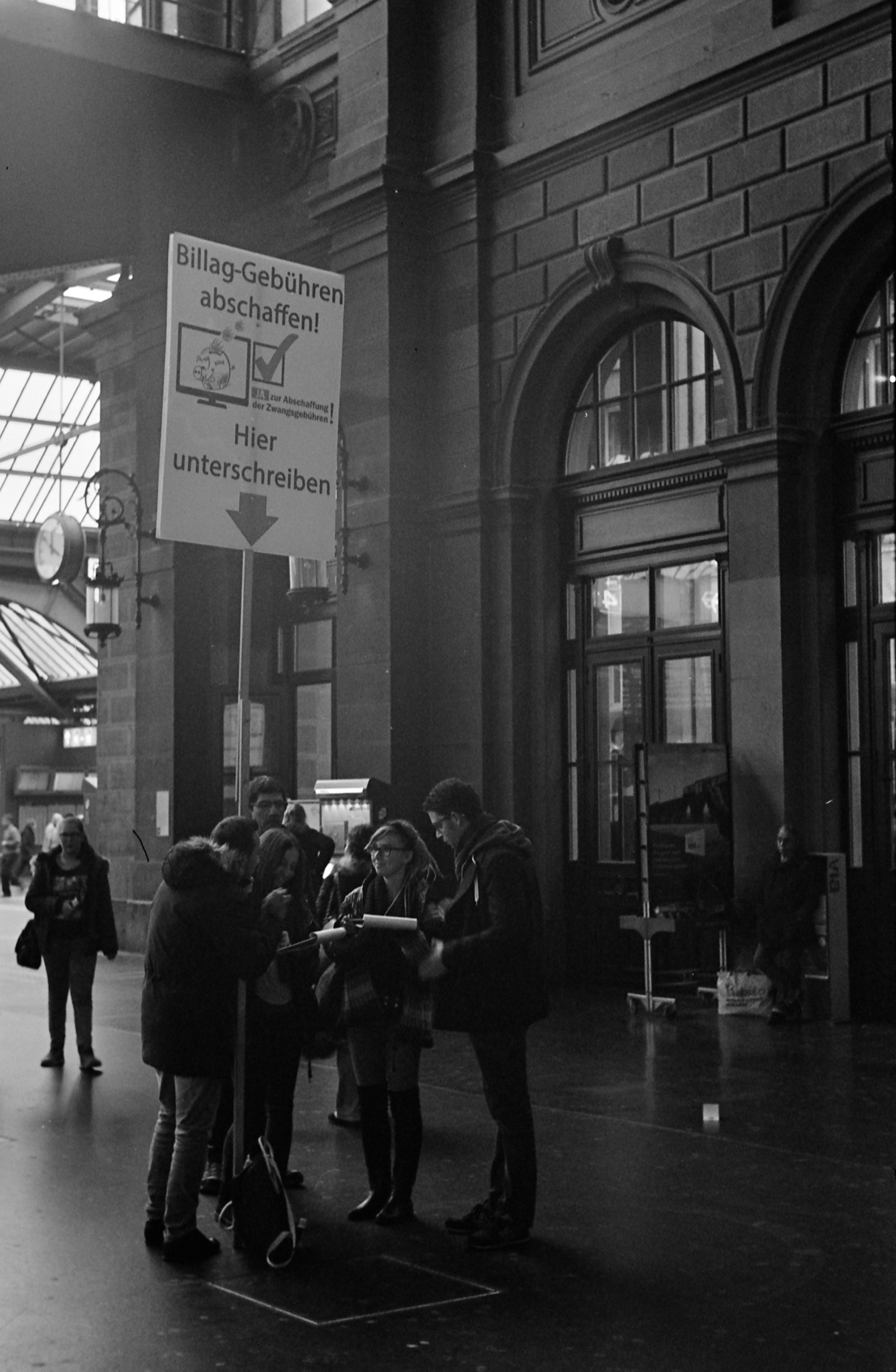
Stand de collecte de signatures pour l'initiative « No Billag » à Zurich en 2015.

## Contenu
L’initiative propose plusieurs modifications de l'article 93 de la Constitution fédérale de la Confédération suisse. Voici l'article 93 tel qu'il figure dans la Constitution la veille de la votation:
"1. La législation sur la radio et la télévision ainsi que sur les autres formes de diffusion de productions et d'informations ressortissant aux télécommunications publiques relève de la compétence de la Confédération.
2. La radio et la télévision contribuent à la formation et au développement culturel, à la libre formation de l'opinion et au divertissement. Elles prennent en considération les particularités du pays et les besoins des cantons. Elles présentent les événements de manière fidèle et reflètent équitablement la diversité des opinions.
3. L'indépendance de la radio et de la télévision ainsi que l'autonomie dans la conception des programmes sont garanties.
4. La situation et le rôle des autres médias, en particulier de la presse, doivent être pris en considération.
5. Les plaintes relatives aux programmes peuvent être soumises à une autorité indépendante."
Voici les modifications constitutionnelles telles qu'elles figurent dans le texte soumis au vote:
"La Constitution est modifiée comme suit:
Art. 93, al. 2 à 6
2. Ex-al. 3
3. La Confédération met régulièrement aux enchères des concessions de radio et de télévision.
4. Elle ne subventionne aucune chaîne de radio ou de télévision. Elle peut payer la diffusion de communiqués officiels urgents.
5. Aucune redevance de réception ne peut être prélevée par la Confédération ou par un tiers mandaté par elle.
6. En temps de paix, la Confédération n’exploite pas ses propres chaînes de radio ou de télévision.
Art. 197, ch. 12
12. Disposition transitoire ad art. 93, al. 3 à 6
1. Le Conseil fédéral édicte le 1er janvier 2018 au plus tard les dispositions d’exécution nécessaires si les dispositions légales ne sont pas entrées en vigueur à cette date.
2. Si le peuple et les cantons acceptent l’art. 93, al. 3 à 6, après le 1er janvier 2018, les dispositions d’exécution nécessaires entrent en vigueur le 1er janvier de l’année qui suit celle de la votation.
3. Les concessions donnant droit à une quote-part de la redevance sont abrogées sans dédommagement le jour de l’entrée en vigueur des dispositions légales. Sont réservés les dédommagements dus pour les droits acquis couverts par la garantie de la propriété."

## Déroulement

### Contexte
La récolte de signatures est lancée par les milieux politiques issus de la droite suisse libertarienne et s'inscrit dans une perspective plus large de résistance fiscale et de défense du contribuable.
En juin 2015, la votation fédérale portant sur la modification de la loi fédérale sur la radio et la télévision est acceptée de justesse par le peuple suisse (50,1 % de oui et 49,9 % de non). La loi précise, ce qui sera dénoncé plus tard, que les entreprises et les ménages privés doivent, sans exception aucune, s'acquitter de la redevance audiovisuelle qui sera fixée par le Conseil fédéral. Celle-ci s'élève à 400 francs annuels (350 euros) le jour de la votation.
L'initiative reprend l'idée, déjà répandue depuis longtemps en Suisse, que la télévision publique est trop coûteuse par rapport à son contenu (jugé trop pauvre) et qu'il serait préférable de supprimer la redevance pour permettre à la télévision de fournir de la qualité à moindre coût pour le consommateur, l'objectif étant de mettre en avant les chaînes de télévision privées et les packages qu'elles peuvent proposer à leurs client.
Les premiers sondages donnent l'initiative gagnante (57 % de oui, 9 % d'indécis, 35 % de non), mais le soutien de la population recule rapidement à la suite de la mobilisation des milieux artistiques et politiques s'opposant à l'initiative. Les derniers sondages prédisent une défaite pour les initiants (60 % de non, 40 % de oui).
Deux types de profils politiques se discernent dans le camp de l'initiative. Les premiers sont les jeunes libéraux, souvent issus des jeunesses du Parti libéral-radical (qui rejette l'initiative), partisans d'une privatisation totale du secteur télévisuel, qui favoriserait pour eux l'apparition d'offres avantageuses pouvant s'adapter à toutes les bourses, prenant notamment en exemple Netflix. Les deuxièmes sont issus de la frange libérale-conservatrice de l'Union démocratique du centre (1er parti de Suisse, droite nationaliste). On compte parmi eux certains élus soutenant l'initiative à cause de leurs liens directs avec le secteur médiatique privé.
Les opposants à l'initiative rassemblent la totalité du paysage politique suisse (à l'exception de l'UDC) et la totalité des milieux artistiques, premiers concernés par les subventions de la redevance. La mobilisation est nationale et générale.

### Récolte des signatures et dépôt
La récolte de signatures commence le 11 juin 2014. L’initiative est déposée à la Chancellerie fédérale le 11 décembre 2015.

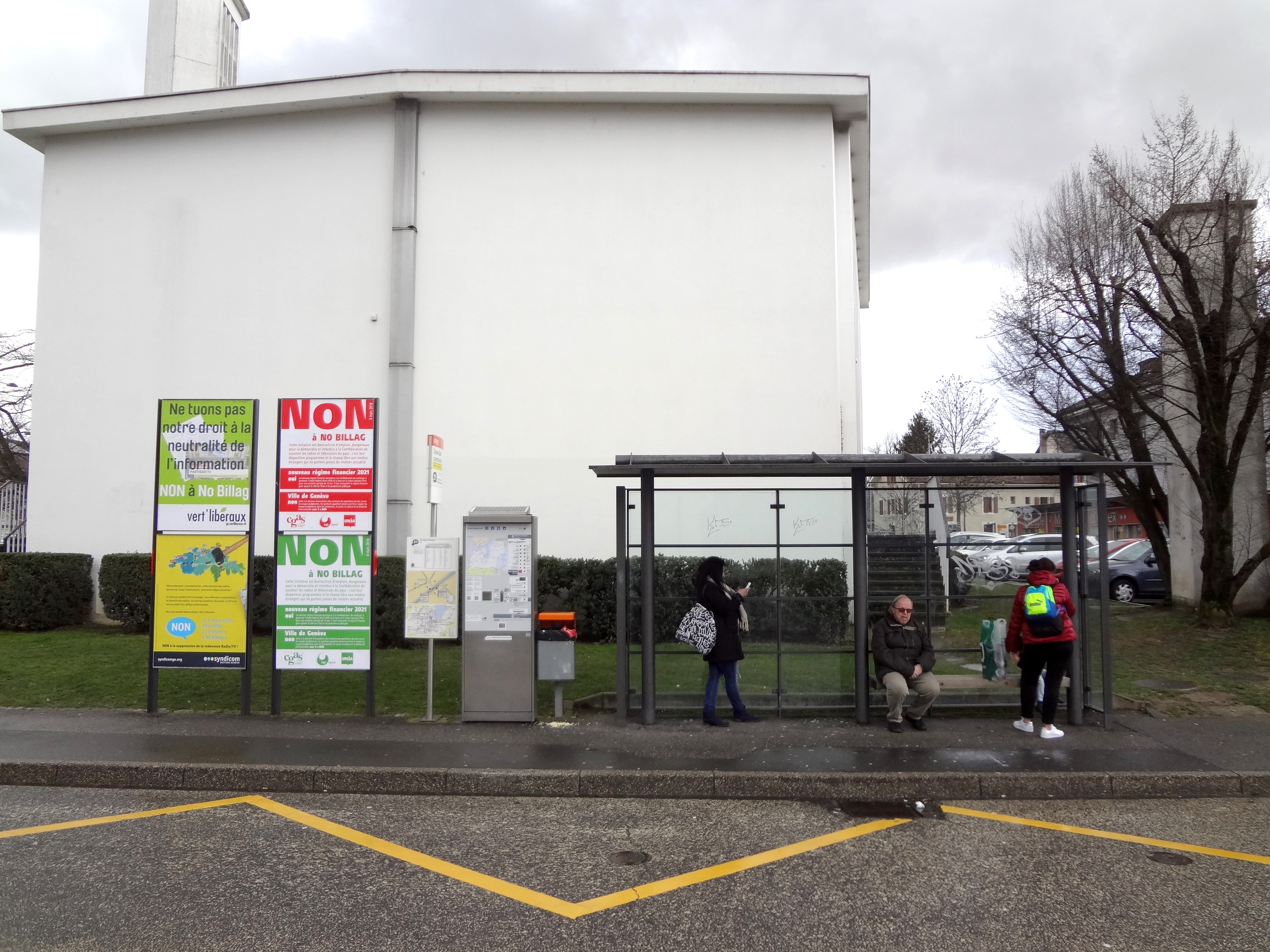
Affichage avant la votation, à Onex.

### Débats
Le parlement recommande le rejet de l’initiative. L'UDC dépose un contre-projet proposant de réduire le montant de la redevance de 50 % (ce qui la baisserait à 200 francs annuels), mais celui-ci est refusé par 108 voix contre 70.
L'initiative donne lieu à des débats acharnés, au sein même des familles politiques libérales. Les réseaux sociaux sont le terrain d'affrontements quotidiens entre pro et anti-initiative. Sur les plateaux de télévision, les jeunes militants ayant lancé l'initiative affrontent des personnalités de tous bords professionnels et politiques, avec quelques ratés notoires. De nombreux jeunes orateurs et militants se font connaître du grand public, la Suisse romande retient le nom de Nicolas Jutzet, étudiant en économie à l'Université de Saint-Gall et président des Jeunes libéraux-radicaux du canton de Neuchâtel.
À l'échelle nationale, le Parti socialiste, le Parti démocrate-chrétien, le Parti libéral-radical et les Verts appellent à rejeter l'initiative. Seule l'Union démocratique du centre appelle à voter « oui ».
À Genève, la totalité des formations politiques appellent à rejeter l'initiative. L'Union démocratique du centre, les Jeunes UDC et les Jeunes libéraux-radicaux appellent à voter « oui ». Les seules formations à ne pas se prononcer sont le Mouvement citoyens genevois et le Parti bourgeois-démocratique.

## Votations
L’initiative est soumise au verdict populaire le 4 mars 2018.

## Résultats par cantons

Résultats canton par canton

## Résultats
| Pour    | Pour | Contre    | Contre | Blancs | Nuls  | Total     | Inscrits  | Partici- pation | Cantons pour | Cantons pour | Cantons contre | Cantons contre |
| Votes   | %    | Votes     | %      | Blancs | Nuls  | Total     | Inscrits  | Partici- pation | Entiers      | Demi         | Entiers        | Demi           |
| ------- | ---- | --------- | ------ | ------ | ----- | --------- | --------- | --------------- | ------------ | ------------ | -------------- | -------------- |
| 833 837 | 28,4 | 2 098 302 | 71,6   | 14 515 | 9 700 | 2 956 354 | 5 391 090 | 54,4            | 0            | 0            | 20             | 6              |